# Hansa-Brandenburg CC
A Hansa-Brandenburg CC német gyártmányú együléses vízi vadászrepülőgép (repülőcsónak) volt az első világháború idején.

## Története
A német Hansa-Brandeburg repülőgépgyártó cég az osztrák haditengerészet számára tervezte a CC típust (a jelzést a gyártulajdonos Camillo Castiglioni nevéről kapta). A tervezést vezető Ernst Heinkel a Hansa-Brandenburg KDW (Kampf Doppeldecker Wasser) hidroplánt vette alapul, elsősorban a csillag formájú szárnytámasztó dúcokat használta fel, de az úszótalpas megoldás helyett végül a repülőcsónak formát választotta. Ez volt a gyár első ilyen jellegű repülőgépe.
A törzset ún. egylépcsős megoldással tervezték. Az elülső, szélesebb részben volt a pilótafülke, ide került a súlypont és a vízben itt keletkezett a felhajtóerő 80-90%-a. Felszálláskor a törzs első része kiemelkedett a vízből és az elülső féltől egy "lépcsővel" elválasztott keskenyebb hátsó rész kisebb ellenállása miatt gyorsabb felszállást tett lehetővé. A szárnyak a korban szokásos módszerrel, fakeretből készültek, amelyre lakkozott vászont feszítettek. A törzset mahagónifurnérral borították. A szárnyakat jellegzetes módon, középen összekötött, csillag formájú merevítőkkel kötötték össze. Az 1916 elején felszálló prototípus 150 lóerős Benz motorral repült, a sorozatgyártás során már 200 lóerős Hierot (illetve néhány esetbe Austro-Daimlert) építettek be, ami a vízi repülőgépeknél megszokott módon tolólégcsavart forgatott. A CC-t egy darab, a szélvédőn átvezetett, 8 mm-es Schwarzlose géppuskával fegyverezték fel.
Az osztrák haditengerészet összesen 37 darabot kapott belőle (jelzésük A.12-48 között volt). Az első darabok 1916 decemberében, az utolsók a következő év júniusában érkeztek. A flottatámaszpontok védelmére, őrjáratozásra, védőkísérőként használták őket. A pilóták kedvelték jó teljesítménye és megbízhatósága miatt.
Az A.45-öt kísérleti céllal átépítették háromfedelűvé, a motortartó bak alá erősítettek egy kisebb, középső szárnyat. A gép a kísérletek során lezuhant és a projektet nem folytatták.
A német haditengerészet 26 darab Hansa-Brandenburg CC-t rendelt, amiket gyengébb, 160 lóerős Benz Bz.III motorral szereltek fel és a vibráció elkerülésére a szárnyak végére egy extra V-tartódúcot építettek be.
Gottfried von Banfield ászpilóta egy igazolt és egy nem igazolt légi győzelmet ért el az A.12-es jelzésű CC-vel.

## Műszaki paraméterei
- személyzet: 1 fő

A Hansa-Brandenburg CC háromnézeti képe

- szárnyfesztávolság: 9,3 m (felső), 8,8 m (alsó)
- szárnyfelület: 26,5 m²
- törzshossz: 7,65 m
- magasság: 3,2 m
- üres súly: 800 kg
- felszállósúly: 1030 kg
- maximális sebesség: 165 km/h
- emelkedés: 1000 méterre 5 perc alatt
- hatótáv: 500 km
- hajtómű: 1 db 200 lóerős hathengeres, soros, vízhűtéses Hiero motor
- fegyverzet: 1 db 8 mm-es 1907/12M Schwarzlose géppuska

## Rendszeresítő országok
- Osztrák–Magyar Monarchia
- Német Birodalom